# Láng Gusztáv (gépészmérnök)
Láng Gusztáv (Budapest, 1873. február 15. – Budapest, 1960. január 31.) magyar gépészmérnök.
Láng László gépgyáros fia. Oklevelét a bécsi és a charlottenburgi műegyetemeken szerezte. Apja gyárában dolgozott; a gőzgépek exportját szervezte. Beutazta az európai Oroszország ipari központjait, 1898–1907 között 40-nél több 100 és 1000 lóerős gőzgépet szállított oda. Gyára a balkáni országokba is exportált gépeket. Az 1900. évi párizsi világkiállítás után gőzturbinák és Diesel-motorok gyártását szorgalmazta. Előbb a Zoelly-féle akciós turbinát gyártotta 32 000 kW teljesítményig, majd 1934 után megszerezte a Brown-Boveri rendszerű reakciós turbina gyártási jogát. A Sulzer-cégtől megvette a Diesel-motor szabadalmát, 1920-tól tovább fejlesztette olajporlasztóssá az addig légnyomásos porlasztású motortípust. Ezekből is exportált a Szovjetunióba, a Balkán-félsziget országaiba és Törökországba. Magyarországon a Láng-gyár készített először Diesel-motorokat vasúti vontatásra. A gazdasági válság idején konzervgyári berendezések, gyorssajtó, selyemszövőszékek és nyüstös gépek gyártását is bevezette. A gyáripar államosításakor, 1948-ban felmentették vezérigazgatói tisztsége alól és nyugdíjazták.